# Sveriges damlandskamper i fotboll 2008
Sveriges damlandskamper i fotboll 2008

## Matcher
| Datum        | Spelplats                  |         |           | Resultat              | Typ av match      | Målskyttar |
| ------------ | -------------------------- | ------- | --------- | --------------------- | ----------------- | --- |
| 12 februari  | Larnaca                    | Sverige | England   | 2 – 0                 | Träningsmatch     | 1–0 (44) Lotta Schelin 2–0 (79) Lotta Schelin                                                                                                 |
| 16 februari  | Larnaca                    | Sverige | Norge     | 2 – 0                 | Träningsmatch     | 1–0 (16, str) Lotta Schelin 2–0 (68) Jessica Landström                                                                                        |
| 5 mars       | Lagos                      | Finland | Sverige   | 1 – 3                 | Algarve Cup 2008  | 0–1 (25) Hanna Ljungberg 0–2 (28) Nilla Fischer 1–2 (63) Lena Puranen 1–3 (87) Therese Lundin                                                 |
| 7 mars       | Lagos                      | Danmark | Sverige   | 1 – 0                 | Algarve Cup 2008  | 1–0 (6) Cathrine Paaske Sørensen |
| 10 mars      | Vila Real de Santo António | Sverige | Tyskland  | 0 – 2                 | Algarve Cup 2008  | 0–1 (25) Sandra Smisek 0–2 (86, str) Birgit Prinz                                                                                             |
| 12 mars      | Olhão                      | Sverige | Italien   | 3 – 0                 | Algarve Cup 2008  | 1–0 (56) Josefine Öqvist 2–0 (61) Victoria Svensson 3–0 (80) Victoria Svensson                                                                |
| 3 maj        | Székesfehérvár             | Ungern  | Sverige   | 0 – 6                 | Kval till EM 2009 | 0–1 (12) Maria Karlsson 0–2 (23) Sara Larsson 0–3 (34) Therese Lundin 0–4 (37) Nilla Fischer 0–5 (68) Therese Lundin 0–6 (78) Josefine Öqvist |
| 7 maj        | Örebro                     | Sverige | Italien   | 1 – 0                 | Kval till EM 2009 | 1–0 (90) Jessica Landström |
| 25 juni      | Wicklow                    | Irland  | Sverige   | 0 – 5                 | Kval till EM 2009 | 0–1 (18) Karolina Westberg 0–2 (23) Victoria Svensson 0–3 (27) Josefine Öqvist 0–4 (72) Karolina Westberg 0–5 (85) Lotta Schelin              |
| 5 juli       | Skellefteå                 | Sverige | USA       | 0 – 1                 | Träningsmatch     | 0–1 (39) Carli Lloyd |
| 20 juli      | Sandefjord                 | Norge   | Sverige   | 0 – 2                 | Träningsmatch     | 0–1 (26) Lotta Schelin 0–2 (90) Jessica Landström                                                                                             |
| 6 augusti    | Tianjin                    | Kina    | Sverige   | 2 – 1                 | OS 2008           | 1–0 (6) Xu Yuan 1–1 (38) Lotta Schelin 2–1 (72) Han Duan                                                                                      |
| 9 augusti    | Tianjin                    | Sverige | Argentina | 1 – 0                 | OS 2008           | 1–0 (58) Nilla Fischer |
| 12 augusti   | Peking                     | Sverige | Kanada    | 2 – 1                 | OS 2008           | 1–0 (19) Lotta Schelin 2–0 (51) Lotta Schelin 2–1 (63) Melissa Tancredi                                                                       |
| 15 augusti   | Shenyang                   | Sverige | Tyskland  | 0 – 0 0 – 2 ef. förl. | KF OS 2008        | 0–1 (105) Kerstin Garefrekes 0–2 (115) Simone Laudehr                                                                                         |
| 27 september | Västerås                   | Sverige | Rumänien  | 2 – 0                 | Kval till EM 2009 | 1–0 (32) Therese Sjögran 2–0 (37) Nilla Fischer                                                                                               |
| 1 oktober    | Trelleborg                 | Sverige | Irland    | 1 – 0                 | Kval till EM 2009 | 1–0 (42) Madelaine Edlund |

## Sveriges målgörare 2008
| 8 mål - Lotta Schelin 4 mål - Nilla Fischer 3 mål - Jessica Landström - Therese Lundin - Victoria Svensson - Josefine Öqvist 2 mål - Karolina Westberg 1 mål - Madelaine Edlund - Maria Karlsson - Sara Larsson - Hanna Ljungberg - Therese Sjögran |